# Cecilia Neant-Falk
Cecilia Aline Beatrice Neant-Falk, född Falk 27 mars 1971 i Karlstad, är en svensk regissör och konstnär.
Neant Falk studerade filmvetenskap och genomgick filmutbildning vid École Supérieure de Réalisation Audiovisuelle i Paris 1991–1992. Hon studerade därefter filmvetenskap 1994, Poppius journalistutbildning 1999, dokumentärfilm vid Nordens folkhögskola Biskops-Arnö 2000–2001 och Konstfack (video och digital konst) 2005–2008.
Hon debuterade som regissör med 1996 års Väninnor, vilken följdes av Du ska nog se att det går över (2003) och Your Mind Is Bigger Than All the Supermarkets in the World (2010). Hennes filmer har mottagit flera priser, däribland Stipendium ur Elisabeth Sörensons Minnesfond 2001 tillsammans med Elisabeth Márton, en Guldbagge och en kristall.[källa behövs]

## Filmografi
- 1996 – Väninnor
- 2003 – Du ska nog se att det går över
- 2010 – Your Mind Is Bigger Than All the Supermarkets in the World